# Somewhere I Belong
«Somewhere I belong» —en español: «Algún lugar que pertenezca»— es una canción del grupo de rock estadounidense Linkin Park. Este es el primer sencillo del disco Meteora y fue lanzado en 2003. La canción entró en los primeros diez de la mayoría de las listas musicales en que apareció.

## Vídeo musical
El videoclip, dirigido por Joe Hahn, muestra a la banda tocando la canción en frente de un incendio, con ocasionales apariciones de Chester Bennington y Mike Shinoda en frente de una cascada con extrañas criaturas que los rodea. Las puertas, en lo que supuestamente es la habitación de Bennington tiene caracteres japoneses de fuego y el agua, que posiblemente representan a la cascada y el incendio detrás de Shinoda cuando rapea. Durante el video, en un vestidor se encuentra varios objetos, sobre todo las figuras de Sazabi de Mobile Suit Gundam: Char's Counterattack, Custom Wing Zero de Gundam Wing: Endless Waltz y Gundam GP01 Full Burnern "Zephyranthes" de Mobile Suit Gundam 0083: Stardust Memory. Estos robots son una referencia al álbum Reanimation. Finalmente la aparición de una manada de elefantes con patas alargadas y finas que atraviesan el escenario en primer plano hace referencia al pintor español Salvador Dalí, siendo estos unas de sus figuras representativas en sus obras.
Este vídeo recibió el premio como Mejor Video Rock en los MTV Video Music Awards 2003.

## Lista de canciones
1. «Somewhere I Belong» - 3:35
2. «Step Up» (Live From Projekt Revolution) - 4:15
3. «My December» (Live From Projekt Revolution) - 4:27

## Posicionamiento
| Lista (2003)               | Posición máxima |
| -------------------------- | --------------- |
| Australia                  | 2               |
| Austria                    | 16              |
| Bélgica                    | 33              |
| Finlandia                  | 14              |
| Francia                    | 32              |
| Alemania                   | 12              |
| Irlanda                    | 4               |
| Italia                     | 14              |
| Países Bajos               | 16              |
| Nueva Zelanda              | 1               |
| Noruega                    | 12              |
| Suecia                     | 19              |
| Suiza                      | 15              |
| EUA Billboard Hot 100      | 32              |
| EUA Mainstream Rock Tracks | 1               |
| EUA Modern Rock Tracks     | 1               |
| EUA Hot 100 Airplay        | 29              |
| Canadá                     | 3               |
| Reino Unido                | 10              |
| EUA Hot Singles Recurrents | 10              |
| Los 100+ Pedidos Norte     | 4               |
| Los 100+ Pedidos Centro    | 23              |
| Los 100+ Pedidos Sur       | 24              |

## Músicos
- Chester Bennington - voz
- Mike Shinoda - rapping, guitarra rítmica, sampler, piano
- Brad Delson - guitarra líder
- Rob Bourdon - batería
- Joe Hahn - disk jockey, sampler
- Dave Farrell - bajo eléctrico